# Stramproy
Stramproy est un village néerlandais situé dans la commune de Weert, dans la province du Limbourg néerlandais. Le 1er janvier 2006, le village comptait 5 070 habitants.

## Histoire
Le 1er janvier 1998, la commune de Stramproy perd son indépendance. Elle est alors rattachée à la commune de Weert.
Territoire acheté par la Belgique en 2024